# Khoisan
Khoisan, samlande benämning på folkslagen san och khoikhoi i södra Afrika som förr kallades bushmän respektive hottentotter, de anses idag vara uppblandade med andra folkgrupper. Sanfolken var huvudsakligen jägare/samlare medan khoikhoi var herdar.

## Språk
Deras språk sammanfattas som khoisanspråk, som är känt för sina klick eller smackljud. Khoisanspråk betraktas som en egen språkfamilj, med drygt 400 000 talare varav nama är störst med mer än 280 000 talare.

## Fenotyp
Enligt rasbiologin (som numera betraktas som pseudovetenskap) skiljer sig khoisan fysiskt från bantu-afrikaner genom ljusare "brungul" hudfärg, mongolveck, hår med små hårda lockar och kortare kroppslängd. Kvinnorna var kända för en speciell stark fettanhopning i stusspartiet, så kallat steatopygi.

## Genetiska studier
Under 1990-talet fann man i genomiska studier av världens folk att Y-kromosomen i san män har vissa mönster av polymorfismer som skiljer sig från alla andra populationer. Eftersom Y-kromosomen är väl bevarad mellan generationer används denna typ av DNA-test för att bestämma när olika undergrupper åtskildes från varandra och därmed deras senaste gemensamma anor. Författarna av dessa studier menar att San kan ha varit en av de första befolkningarna att skilja från den senaste gemensamma förfader till alla bevarade människor, den så kallade Y-kromosoms-Adam av patrilinjär härkomst, som beräknas ha levt för 60 000 till 90 000 år sedan.
Olika Y-kromosomstudier har bekräftat att Khoisan bär några av de mest avvikande (äldsta) Y-kromosom haplogrupperna. Dessa haplogrupper är specifika undergrupper av haplogrupper A och B, de två tidigaste grenarna på den mänskliga Y-kromosomens träd.